# EW 58 (Einfamilienhaus)

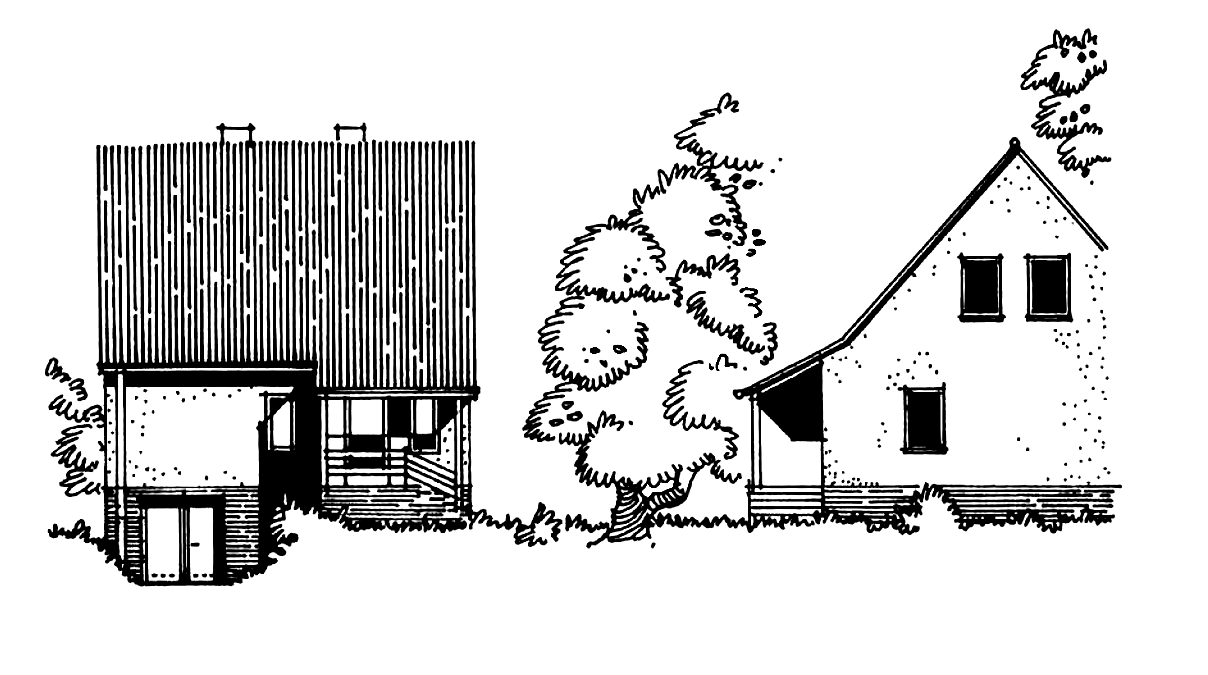
Zeichnung eines EW42, wie in einer Projektmappe dargestellt, mit Tiefgarage

Das EW 58, von Einzelwohnhaus 58, war ein standardisierter Eigenheimtyp aus der DDR für 4 bis 6 Bewohner, der als Prototyp Pate für eine Vielzahl von weiteren Eigenheimtypen stand. Der Entwurf wurde vom VEB Landbaukombinat Karl-Marx-Stadt in Schwarzenberg projektiert und ging maßgeblich auf die Arbeit des Architekten Wilfried Stallknecht zurück. Modifiziert und in diversen Abwandlungen wurde der Haustyp schätzungsweise 265.000 mal errichtet und prägt damit bis heute die Erscheinung vieler Eigenheimsiedlungen im Gebiet der ehemaligen DDR. Als maximal zulässiger Baupreis (respektive als so genannter Aufwandsnormativ) für das Errichten eines solchen Gebäudes wurde seitens der Regierung der DDR 75.000 Mark festgelegt.

## Geschichte
In den 1950er Jahren herrschte in der DDR in Folge der Zerstörungen des Zweiten Weltkriegs und dem Zuzug von fast vier Millionen Vertriebenen akute Wohnungsnot. Um dieser zu begegnen, beschloss der Ministerrat der DDR 1953 – in Ergänzung zu den geplanten Neubauten von Mehrfamilienhäusern – auch den Neubau von Einfamilienhäusern zu fördern. Spätestens ab 1978 erfolgte dies in Form eines zinslosen Kredits in Höhe von 75 % der Bausumme, welcher ausgewählten DDR-Bürgern (Arbeitern und Angehörigen der Intelligenz) gewährt wurde.
1957 rief das Institut für Typung (vormals VEB Projektierung Berlin) einen Wettbewerb für standardisierte Eigenheime aus. Der Innenarchitekt Wilfried Stallknecht, der zu diesem Zeitpunkt Mitbearbeiter am Institut war, nahm daran Teil und überzeugte mit einem schnörkellosen, traditionellen Entwurf mit Satteldach, zeitgemäßer Raumaufteilung und annähernd quadratischem Grundriss. 1958 wurde dieser Entwurf dann erstmals in einem Prospekt unter dem Namen EW 58 veröffentlicht und Bauherren mit einer Baugenehmigung konnten die Pläne zusammen mit einer Erlaubnis zum Kauf von Baumaterial erwerben.

## Aufbau und Konstruktion

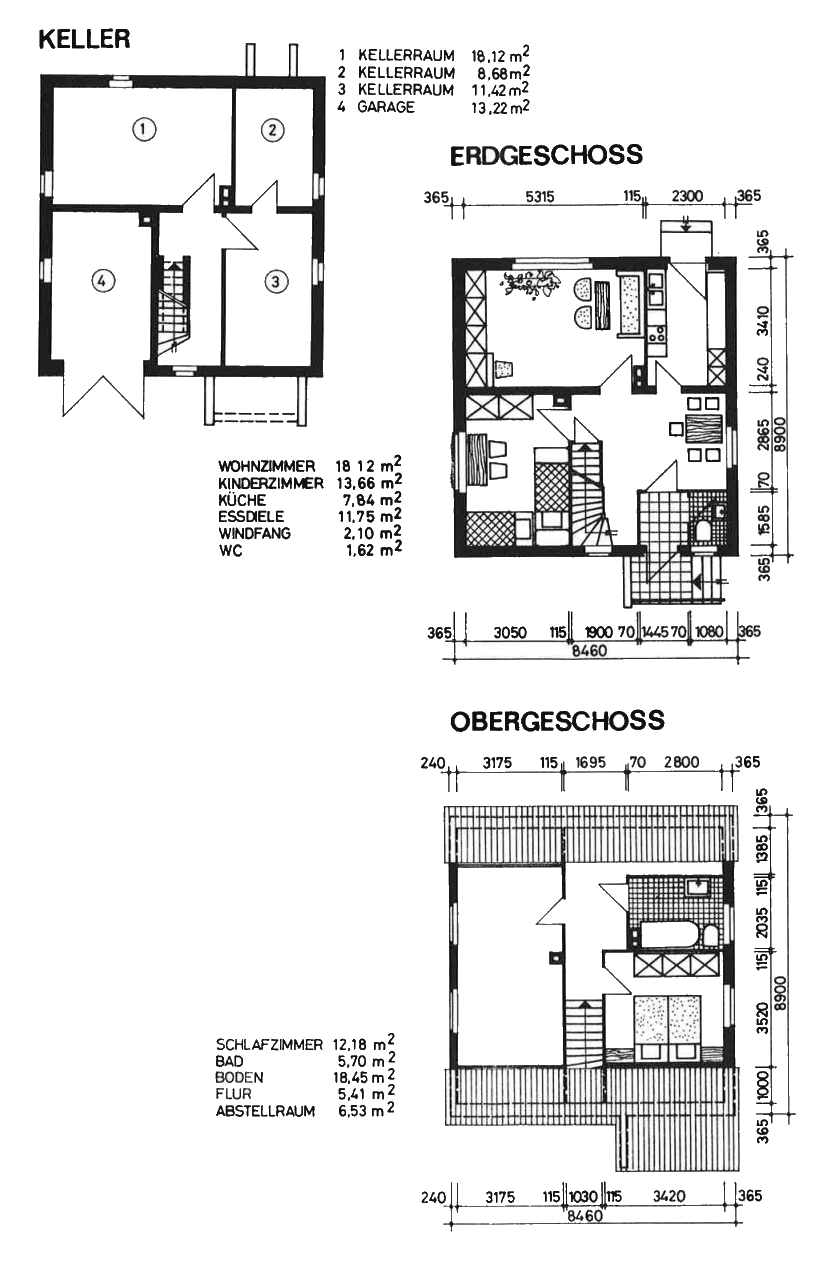
Grundriss eines EW42

Die Gebäude sind eingeschossige Bauwerke in Längswandauslegung mit ausgebautem Dachboden und einer teilweisen oder vollständigen Unterkellerung, die in manchen Ausführungen auch eine Tiefgarage beinhalten konnte. Errichtet wurden die Häuser in traditioneller Ziegelbauweise oder aus Hohlblocksteinen und mit Massivdecken aus vorgefertigten Stahlbetonbalken mit Betonfüllkörpern vom Typ FB 190. In den 70er und 80er Jahren kam dann für die Wände auch Gas- oder Holzbeton zum Einsatz, je nach Verfügbarkeit. Die Dachkonstruktion besteht aus einem Kehlbalkendach mit leicht ausgestellten Traufen und wurde mit Betondoppelrömern auf Lattung oder mit Preolitschindeln auf einer Schalung gedeckt und mit 120 mm Mineralwolle gedämmt. Für die Fundamente verwendete man Stampfbeton der Festigkeitsklasse BK 10 oder 12,5 und verputzt wurden die Gebäude meist mit grauem Kratzputz, der mit einer Kurbelmaschine aufgebracht wurde.
Der annähernd quadratische Grundriss der Gebäude ist funktionell gestaltet. Nach einem oftmals individuell ausgeführtem Vorhaus folgt im Inneren ein Windfang und danach der Hausflur mit angeschlossener Diele oder Gäste-WC, der auch einen Essbereich und die Treppe zum Dachgeschoss aufnimmt und das Zentrum des Grundrisses mit Zugang zu allen Zimmern und dem Keller bildet. Es besteht ein offener Durchgang zur Küche, in welcher der Ausgang zur Terrasse anschließt. Im Dachgeschoss finden sich Schlafzimmer, Bad und Kinderzimmer sowie der Zugang zum Spitzboden über eine Bodenleiter im Flur.
Bei einer Länge von 8,46 m und einer Breite von 8,90 m erreicht das Gebäude in den gängigsten Ausführungen EW 42 und EW 51 mit seiner Entwurfshöhe von 11 m (Kellerboden bis Dachspitze) einen umbauten Raum von circa 605 m³. Die Bruttofläche beträgt über alle Etagen 229,7 m² bei einer bebauten Fläche von 79,3 m². Die Wohnfläche betrug zwischen 110 und 130 m² und die Geschosshöhe wurde mit circa 2,75 m projektiert.

## Varianten

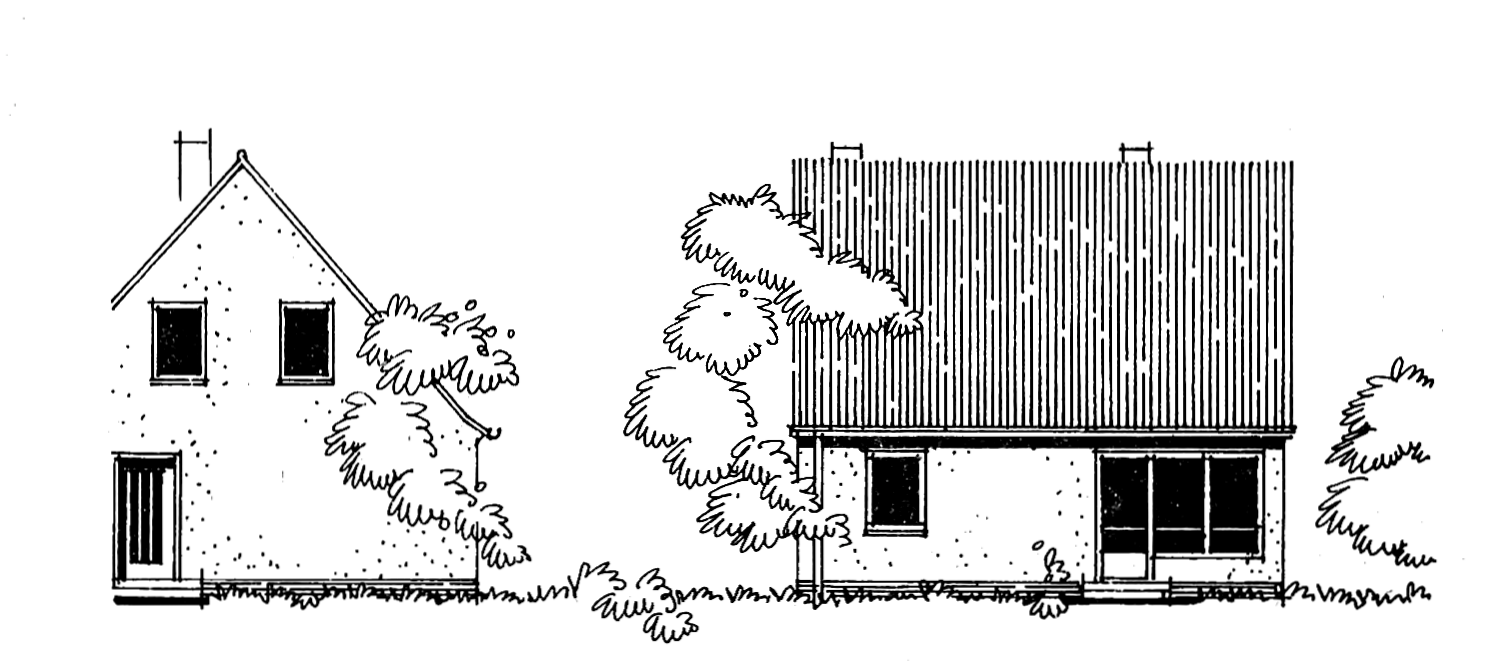
Zeichnung der Variante EW 65 in der Ausführung B

- EW 41 – teilunterkellert, ohne Windfang und mit Eingang von der Giebelseite. Im Grundriss mit separatem Esszimmer als Erweiterung zum Wohnzimmer.
- EW 42 und EW 51 – Standardvarianten, vollunterkellert mit Tiefgarage.
- EW 65 B – vollunterkellert ohne Tiefgarage, mit Eingang von der Giebelseite, ergänzt von einer offeneren Raumaufteilung und vergrößerten Wohnzimmer und Küche.
- EW 65 BID – vergrößertes Doppelhaus mit Steildach und 5 Wohnräumen.[9]

Darüber hinaus wurde der Gebäudetyp auch als Reihenhaus verwirklicht.

## Heute
2008 gewann der Künstler Ton Matton mit dem Entwurf eines EW 58 einen Gestaltungswettbewerb im niederländischen Almere. Woraufhin 2014 ein Gebäude nach originalen Plänen und teilweise aus den ursprünglichen Bauteilen in der Stadt neu errichtet wurde. Lediglich für die Wände wurde gepresstes Stroh verwendet, welches man nach innen mit Lehm verkleidete.